# گوژپشت نوتردام
گوژپشت نوتردام یا نُتخُ دَم دُ پَغی (نتردامِ پاریس) (به فرانسوی: Notre-Dame de Paris) رمانی است نوشتهٔ ویکتور هوگو، نویسندهٔ شناخته شده و نامدار فرانسوی، که در سال ۱۸۳۱ میلادی انتشار یافت. این کتاب یکی از آثار ادبی برجستهٔ جهان است که در سبک رمانتیک نگاشته شده‌است.

## زمینهٔ پیدایش
هوگو نگارش این رمان را در ۱۸۲۹ آغاز کرد و هدفش این بود که ارزش معماری گوتیک را به معاصرانش یادآوری کند. در این زمان شیوه‌های نوین معماری جایگزین شیوهٔ معماری گوتیک می‌شدند.
هوگو در مقدمهٔ کتاب می‌نویسد: «چند سال پیش، نویسنده این کتاب به هنگام تماشا یا بهتر بگوییم ضمن کاوش در کلیسای نوتردام پاریس در یکی از زوایای تاریک برج‌های آن واژهٔ ANATKH را که دستی عمیقاً بر یکی از دیوارها کنده بود دید» … «کسی که این واژه را بر دیوار برج کلیسای نوتردام نقش زده بود، چندین سده پیش از جهان رخت بربسته و نوشتهٔ او هم به‌دنبال وی ناپدید شده، پایان عمر کلیسا نیز بسیار نزدیک است. کتاب حاضر دربارهٔ سنگ نوشته مزبور نوشته‌است».
در سال ۲۰۱۰، پژوهشگران دریافتند که هنری سیبسن، تندیس‌ساز بریتانیایی، در نوشته‌های خود به همکاریِ گوژپشت اشاره می‌کند. او در سدهٔ ۱۹ میلادی در نوتردام کار می‌کرد. سیبسن در نوشته‌ای که امروزه در بایگانی موزه هنری تیت مدرن لندن نگهداری می‌شود، نوشته: «با استاد تراجان ملاقات کردم. موقرترین و دوست‌داشتنی‌ترین مردی که تا به حال زندگی کرده. او سنگ‌تراش دولت و همین‌طور یک گوژپشت بود.» تاکنون معلوم نشده که آیا ویکتور هوگو برای خلق کازیمودو از تراجان الهام گرفته یا کلاً چیزی در مورد او شنیده بوده‌است.

## چکیده داستان
در پاریس سده ۱۵ (میلادی) دختر کولی جوان و زیبایی بنام اسمرالدا به همراه بز باهوش خود «جالی» می‌رقصید و برنامه اجرا می‌کرد. کلود فرولو، رئیس شماس‌های کلیسای نوتردام پاریس و راهبی که نفس شکنجه‌اش می‌دهد در نهان عاشق اسمرالدا می‌شود. او تلاش می‌کند با کمک «کازیمودو»، ناقوس‌زن گوژپشت و بدشکل نوتردام، اسمرالدا را برباید. ولی با دخالت کاپیتان فوبوس دوشاتوپر ناکام می‌ماند و کازیمودو دستگیر می‌شود. کازیمودو را در میدان اعدام با شلاق مجازات می‌کنند و تنها اسمرالدا که قلبی مهربان دارد به او کمک می‌کند و جرعه‌ای آب به او می‌دهد: «دخترک بدون اینکه سخنی بر زبان راند به محکوم نزدیک شد، گوژپشت می‌خواست به هر قیمتی شده خود را از وی کنار کشد؛ ولی دختر قمقمه‌ای را که بر کمربند آویخته بود باز کرد و به آرامی آن را با لب سوزان مرد بینوا آشنا ساخت. در چشم شرربار و خشک گوژپشت اشکی حلقه زد و بر چهره نازیبای او فروغلتید. شاید این نخستین قطره اشکی بود که در سراسر زندگی از چشم فرو می‌ریخت.»

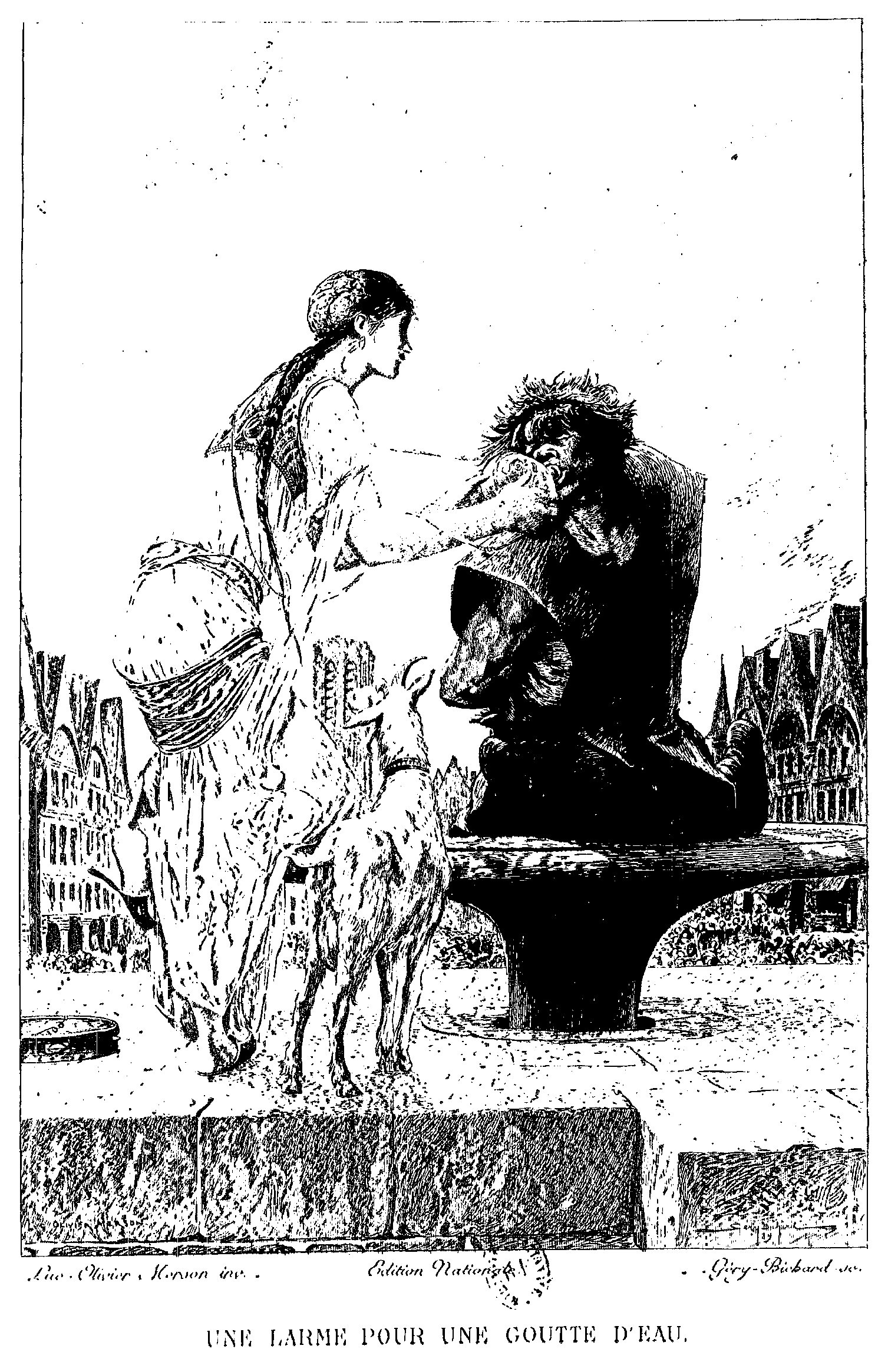
قطره‌ای اشک برای جرعه‌ای آب

اسمرالدا به شدت عاشق فوبوس بود. ولی فوبوس که جوانی سبک‌سر و هوس‌باز است تنها در پی لحظاتی کوتاه با اوست و تقریباً توانسته اسمرالدای پاکدامن را مغلوب سازد که توسط کلود فرولو مورد اصابت خنجر قرار می‌گیرد. او این کار را به گردن اسمرالدا می‌اندازد. اسمرالدا به جرم قتل به اعدام محکوم می‌شود. کلود فرولو در زندان به اسمرالدا ابراز عشق می‌کند. ولی اسمرالدا او را از خود می‌راند و همچنان به یاد فوبوس رنج‌ها را تحمل می‌کند. در روز اعدام، اسمرالدا را برای توبه به در نوتردام می‌برند. او در آنجا اتفاقی چشمش به فوبوس که از ضربت چاقو جان بدر برده بود می‌افتد. ولی فوبوس از او روی برمی‌گرداند. اسمرالدا «تا این دم هر رنج و سختی را تحمل کرده بود؛ ولی این ضربت آخرین، بسیار شکننده بود.»
در این لحظه کازیمودو، گوژپشت یک‌چشم و کر، اما بسیار نیرومند متهورانه دخترک را از دست نگهبانان نجات می‌دهد و او را با خود به برج‌های نوتردام می‌برد و دخترک در آنجا پناهنده می‌شود و بست می‌نشیند.
اسمرالدا که کماکان به عشق فوبوس دل بسته است متوجه شدت عشق کازیمودو به خود نمی‌شود. بعد از مدتی کولیان و خلافکاران شهر با تحریک غیر مستقیم کلود فرولو برای نجات اسمرالدا و البته غارت کلیسا، به نوتردام حمله می‌کنند. ولی کازیمودو که متوجه نیت واقعی آنها نشده است برای دفاع از اسمرالدا به مقابله با آنها می‌پردازد. در این زمان کلود فرولو این آشوب و غوغا را غنیمت می‌شمارد و اسمرالدا را می‌رباید. اما رئیس شماس‌ها، که یک بار دیگر نیز دست رد بر سینه‌اش زده می‌شود، از شدت خشم دختر کولی را به دست زن گوشه‌نشین بیچاره و نیمه‌دیوانه‌ای می‌دهد که کینه وحشی‌منشانه‌ای از کولی‌ها به دل دارد؛ زیرا آن‌ها در گذشته دخترش را (که همسال اسمرالدا بود) ربوده‌اند. به زودی مشخص می‌شود که اسمرالدا همان دختر گم شده‌است. او اسمرالدا را از مأمورینی که توسط کلود فرولو به دنبالش آمده‌اند پنهان می‌کند. ولی اسمرالدا که صدای فوبوس را شنیده است از مخفیگاه بیرون می‌آید و باعث لو رفتن خود می‌شود. تلاش‌های غم‌انگیز مادر برای نجات او بی‌فایده می‌ماند و اسمرالدا را دار می‌زنند و همزمان مادر او نیز کشته می‌شود.
در همین زمان کازیمودو که از گم شدن دخترک سردرگم شده‌است متوجه کلود فرولو می‌شود که از بالای برج مشغول تماشای اعدام اسمرالدا است، او متوجه اصل داستان می‌شود؛ «گوژپشت گامی چند پشت سر رئیس شماسان برداشت و ناگهان خود را با دهشت به روی او افکند و با دو دست زمخت خویش او را به پرتگاهی که بر آن خم شده بود افکند». پس از آن کسی کازیمودو را ندید تا روزی که در میان اجساد اعدام شدگان «دو اسکلت دیده شد که به‌طور شگفت‌آوری در آغوش هم خفته بودند» وقتی خواستند اسکلت کازیمودو را از اسمرالدا جدا کنند «خاکستر شد و فرو ریخت.»

## شخصیت‌های اصلی
اسمرالدا: این کولی زیبا، در واقع یک کولی‌زاده نیست. بلکه دختر یک روسپی زیباست که پس از آنکه کولی‌ها دخترش یعنی اسمرالدا را از او دزدیدند از سر ناامیدی سال‌ها گوشه‌نشین شده و خواهان دیدن دوباره دخترش شده است. پاکی و بی‌گناهی اسمرالدا نقطه‌ی اصلی این درام انسانی است.
کلود فرولو: کلود فرولو مردی است که تمام زندگی خود را وقف علم، به ویژه دانش مورد علاقه‌اش کیمیاگری و همچنین بزرگ‌کردن برادر یتیم خود ژان کرده‌است. به همین منظور او تصمیم به دوری از زنان گرفته‌است. ولی روزی اتفاقی اسمرالدا را می‌بیند و دلداده او می‌شود. در آغاز، کلود، اسمرالدا را دامی از سوی شیطان می‌پندارد و مقدمات اعدام او به اتهام جادوگری را فراهم می‌کند. ولی بعد از دستگیری اسمرالدا او تازه به شدت عشق خود پی می‌برد و حاضر می‌شود با چشم‌پوشی از تمام داشته‌های خود با او فرار کند. ولی اسمرالدا او را از خود می‌راند. در داستان، آشکار می‌شود که واژه ANATKH را که در زبان لاتین به معنی سرنوشت است، او بر دیوار کلیسا نوشته است. کلود اسمرالدا را همچون مگسی می‌داند که در دام عنکبوت به دام افتاده است: «هیهات! کلود تو خود عنکبوت و در عین حال مگسی»
کازیمودو: مردی با ظاهر دهشتناک است که در واقع کودکی است که کولیان پس از دزدیدن اسمرالدا از مادرش، به جای او گذارده‌اند. کازیمودو توسط کلود فرولو بزرگ شده‌است و او و نوتردام تنها چیزهای مورد علاقه زندگی او بودند.
فوبوس دو شاتوپر به (فرانسوی: Phoebus de Chateaupers) یا سروان فوبوس، نام مردی است که یکی از شخصیت‌های گوژپشت نتردام را تشکیل می‌دهد. این سروان خوش چهره و خوش صحبت است ولی جوانی سبک‌سر و هوس‌باز است.

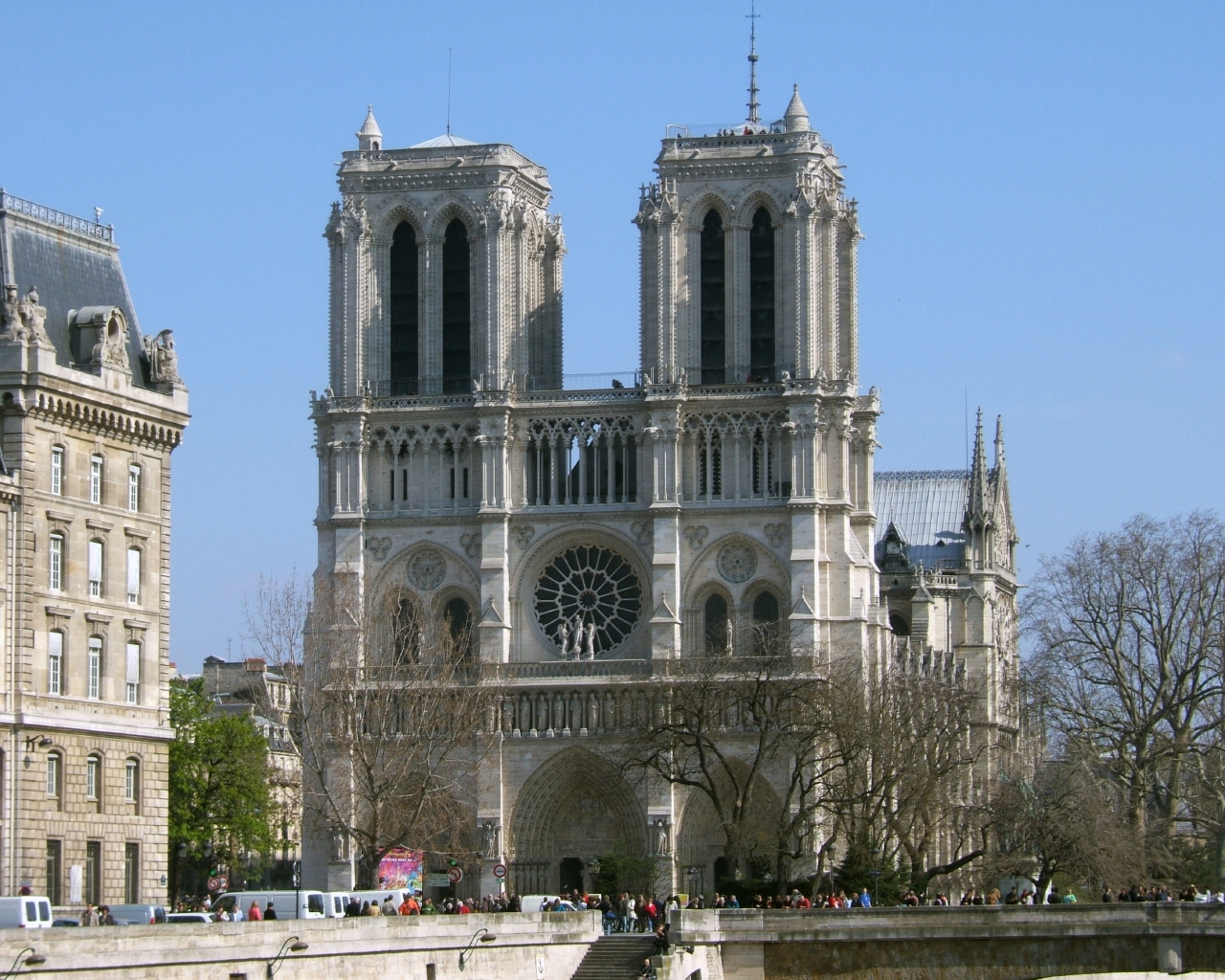
کلیسای نوتردام

## نقش نوتردام در داستان
نام اصلی این رمان، «نوتردام دو پاری» به معنی نوتردام پاریس (به انگلیسی: Notre-Dame of Paris) است و قهرمان راستین این رمان کلیسای نوتردام پاریس است. این کلیسا با سنگ‌تراشی دیوها و غول‌ها و پنجره‌های آراسته به شیشه‌های رنگین و بخش‌های تاریک در میان ستون‌های درهم پیچیده با معماری گوتیک به ویکتور هوگو در رساندن حس زیبایی معماری در عرصه ادب، کمک بسیار کرده است.

## واکنش‌ها
گوژپشت نوتردام، به محض انتشار، بسیار مورد پسند قرار گرفت و از توجه بالای مردم برخوردار شد. در هنگام انتشار کتاب در ۱۸۳۱ کلیسای نوتردام در حال تخریب بود. اما در ۱۸۴۱ (میلادی) کار بازسازی آن به‌دست دو معمار نام‌آشنا اوژن ویوله لودوک و ژان باتیست لاسو آغاز شد. کار بازسازی این کلیسا ۲۳ سال طول کشید و در پایان زیبایی گذشته آن بار دیگر به آن برگردانده شد.
برپایه این رمان، چند فیلم سینمایی و یک فیلم پویانمایی توسط شرکت والت دیزنی پیکچرز ساخته شده‌است.